# Группа C чемпионата Европы по хоккею с шайбой среди юниорских команд
Группа C чемпионата Европы по хоккею с шайбой среди юниорских команд — ежегодное спортивное соревнование по хоккею с шайбой, которое проводилось под эгидой ИИХФ. Являлась третьим эшелоном чемпионатов Европы по хоккею с шайбой среди юниорских команд.

## История
Группа C была образована в 1978 году. Её составили сборная Испании, занявшая последнее место в Группе B чемпионата Европы 1977 года, а также сборные Венгрии и Болгарии. 
В 1998 году в Группе С чемпионата Европы, прошёл последний турнир, победитель которого сборная Австрии, перешла в Группу В чемпионата мира 1999 года среди юниоров, который являлся первым турниром в Первом дивизионе чемпионата мира по хоккею с шайбой среди юниорских команд.  
Остальные команды: Латвия, Литва, Словения, Румыния, Эстония, Хорватия, Югославия, а также победитель Группы D чемпионата Европы сборная Казахстана, разыграли турнир в Первом дивизионе чемпионата Европы 1999 года среди юниоров. С 2001 года этот турнир стал называться Второй дивизион чемпионата мира по хоккею с шайбой среди юниорских команд.

## Результаты Группы С

### 1978–1993
| Год  | Победитель     |
| ---- | -------------- |
| 1978 | Венгрия        |
| 1979 | Болгария       |
| 1980 | Дания          |
| 1981 | Нидерланды     |
| 1982 | Венгрия        |
| 1983 | Югославия      |
| 1984 | Венгрия        |
| 1985 | Италия         |
| 1986 | Великобритания |
| 1987 | Нидерланды     |
| 1988 | Болгария       |
| 1989 | Испания        |
| 1990 | ГДР            |
| 1991 | Великобритания |
| 1992 | Венгрия        |
| 1993 | Беларусь       |

### 1994
| Год  | Вышли в Группу В | Перешли в Группу С2 | Перешли в Группу С2 | Перешли в Группу С2 | Перешли в Группу С2 |
| ---- | ---------------- | ------------------- | ------------------- | ------------------- | ------------------- |
| 1994 | Словакия         | Литва               | Хорватия            | Нидерланды          | Болгария            |

### 1995–1998
| Год  | Вышли в Группу В | Перешли в Группу D |
| ---- | ---------------- | ------------------ |
| 1995 | Украина          | не было перехода   |
| 1996 | Словения         | Испания            |
| 1997 | Великобритания   | Нидерланды         |
| 1998 | Австрия          | не было перехода   |

### 1999–2000
| Год  | Вышли в Группу В Чемпионата мира | Перешли во Второй дивизион Чемпионата Европы | Перешли во Второй дивизион Чемпионата Европы |
| ---- | -------------------------------- | -------------------------------------------- | -------------------------------------------- |
| 1999 | Латвия                           | Хорватия                                     | Югославия                                    |
| 2000 | Казахстан                        | Румыния                                      | Испания                                      |

## 2001
В 2001 году произошли следующие изменения в названиях турниров:
- Группа В Чемпионата мира по хоккею с шайбой среди юниорских команд - Первый дивизион чемпионата мира по хоккею с шайбой среди юниорских команд
- Первый дивизион чемпионата Европы по хоккею с шайбой среди юниорских команд - Второй дивизион чемпионата мира по хоккею с шайбой среди юниорских команд
- Второй дивизион чемпионата Европы по хоккею с шайбой среди юниорских команд - Третий дивизион чемпионата мира по хоккею с шайбой среди юниорских команд